# Visions of the Emerald Beyond
Albums de Mahavishnu Orchestra
Apocalypse
(1974) Inner Worlds
(1976)
Visions of the Emerald Beyond est le quatrième album studio du Mahavishnu Orchestra, sorti en février 1975.
L'album s'est classé 18e au Top Jazz Albums et 68e au Billboard 200.

## Liste des titres
Toutes les chansons sont écrites et composées par John McLaughlin, sauf mention contraire.
| 1. | Eternity's Breath - Part 1 | 3:10 |
| 2. | Eternity's Breath - Part 2 | 4:50 |
| 3. | Lila's Dance               | 5:37 |
| 4. | Can't Stand Your Funk      | 2:10 |
| 5. | Pastoral                   | 3:41 |
| 6. | Faith                      | 2:01 |

| 1. | Cosmic Strut             | Narada Michael Walden | 3:21 |
| 2. | If I Could See           |                       | 1:17 |
| 3. | Be Happy                 |                       | 3:33 |
| 4. | Earth Ship               |                       | 3:43 |
| 5. | Pegasus                  |                       | 1:48 |
| 6. | Opus 1                   |                       | 0:25 |
| 7. | On the Way Home to Earth |                       | 4:45 |

## Musiciens
- John McLaughlin : guitares, chant
- Ralphe Armstrong : basse, contrebasse, chant
- Jean-Luc Ponty : Violon, violon électrique, violon baryton, chant
- Steve Kindler : premier violon
- Carol Shive : second violon, chant
- Philip Hirschi : violoncelle
- Gayle Moran : claviers, chant
- Narada Michael Walden : batterie, percussions, clavinet, chant
- Russell Tubbs : saxophones alto et soprano
- Bob Knapp : flûte, trompette, bugle, chant